# Травис Динер
Травис Динер (енгл. Travis Lyle Diener; IPA:  /0.18/; Фон ду Лак, Висконсин, 1. март 1982) је америчко-италијански кошаркаш. Игра на позицији плејмејкера, а тренутно наступа за Ваноли Кремону.

## Биографија
Колеџ кошарку играо је на Универзитету Маркет из Милвокија за екипу Маркет голден иглса у периоду од 2001. до 2005. У Голден иглсима саиграчи су му били Двејн Вејд и Стив Новак. 
На НБА драфту 2005. Орландо меџик га је изабрао као 38. пик, а Динер је за Орландо дебитовао крајем те године. У јуну 2007. прешао је у Индијана пејсерсе, где се задржао до марта 2010. Најбоље статистике и минутажу током свог боравка у НБА имао је у првој сезони наступања за Индијану (сез. 2007/08.), када је на трећини мечева био стартер. Од марта 2010. до краја сезоне играо је за Портланд трејлблејзерсе.
У августу 2010. прешао је у италијански клуб Динамо Сасари у коме је провео четири сезоне. Године 2014. са Сасаријем је освојио Куп Италије, прву титулу у историји клуба, при чему је био најкориснији играч такмичења.
Године 2013. добио је италијанско држављанство стекавши право да наступа за репрезентацију ове земље на Европском првенству у Словенији.
У јуну 2014. објавио је да завршава професионалну кошаркашку каријеру и да преузима функцију спортског директора на Универзитету Маркет.

## Успеси

### Клупски
- Динамо Сасари:
  - Куп Италије (1): 2014.

- Ваноли Кремона:
  - Куп Италије (1): 2019.

### Појединачни
- Најкориснији играч Купа Италије (1): 2014.